# Wohn- und Geschäftshaus Hauptstraße 8 (Elsterwerda)
Das Wohn- und Geschäftshaus in der Hauptstraße 8 ist ein Baudenkmal, das sich in der Kleinstadt Elsterwerda im südbrandenburgischen Landkreis Elbe-Elster befindet.

## Beschreibung und Geschichte
Das heutige am Standort befindliche Gebäude wird auf die Zeit um 1900 datiert. Urkundlich ersterwähnt wurde es allerdings bereits im Jahre 1708. Ab 1819 befand sich dort die königlich-preußisch privilegierte Apotheke, die als städtische Apotheke bis 1993 bestand und sich seither als Stadt-Apotheke in einem damals neuentstandenen Gebäudekomplex an der Poststraße befindet. Zuletzt wurden die Geschäftsräume von einem Tattoo-Studio genutzt.
Im örtlichen Denkmalverzeichnis ist es unter der Erfassungsnummer 09135375 verzeichnet.
Das Gebäude befindet sich heute in Privatbesitz.

## Inhaber und in der Apotheke wirkende Persönlichkeiten

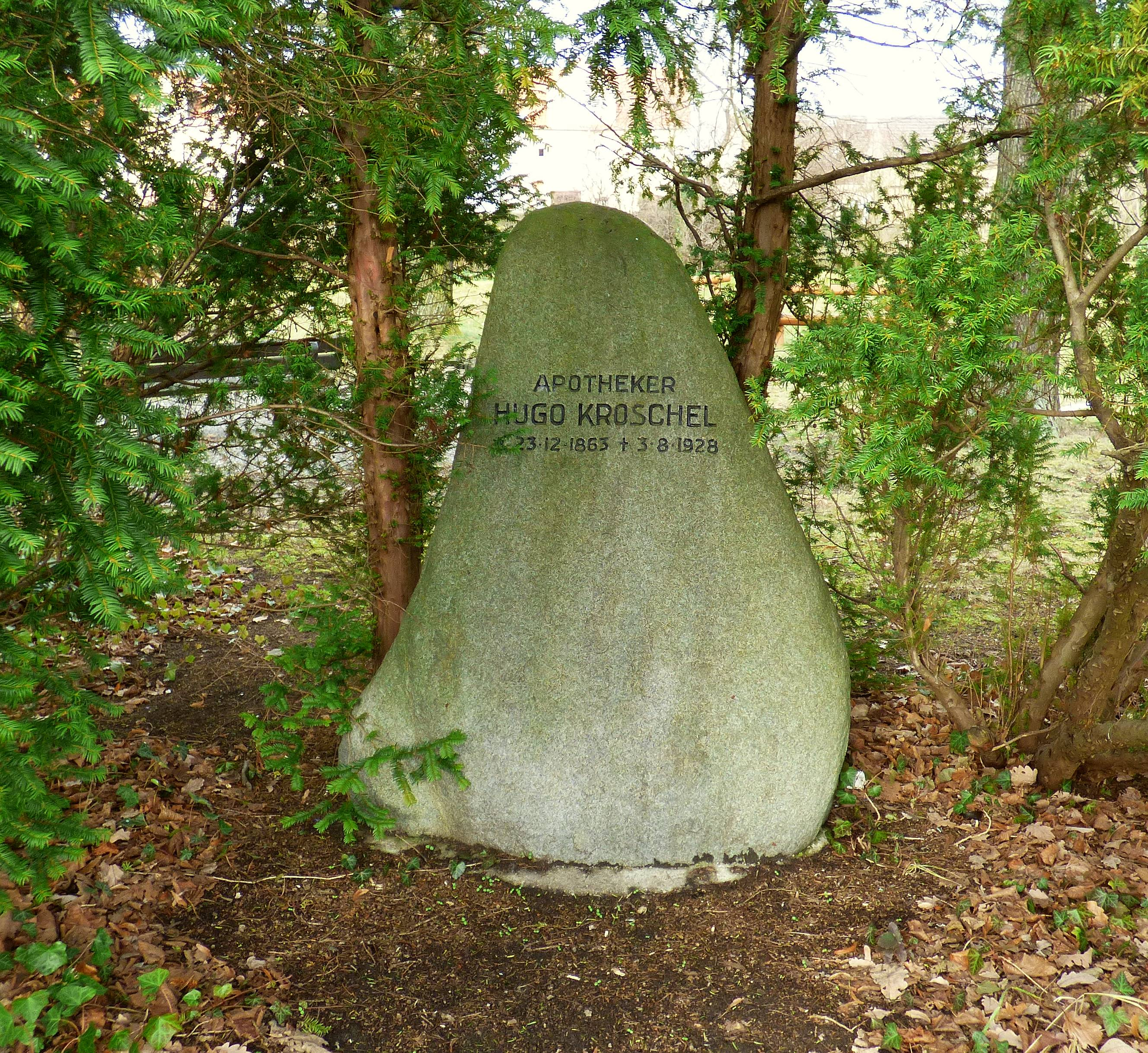
Grabmal Apotheker Hugo Kroschel (1863–1928)

### Inhaber
Seit 1819 wirkten hier in der Apotheke verschiedene Apotheker.
- Friedrich Weller († 1848)[4]
- 1848 – Wilhelm Klettner
- 1876 – Dr. H. Müller
- 1880 – Otto Mahlbaum
- 1895–1945 – Hugo und Günther Kroschel
- 1991 – Stephan Creuzburg

### Hugo Kroschel
Die Apotheke wurde bereits wenige Jahre nach Hugo Kroschels (* 23. Dezember 1863; † 3. August 1923) Tod unter der Leitung von Günther Kroschel in „Apotheke Hugo Kroschel“ umbenannt. Sein Grabstein in Form eines großen Findlings befindet sich heute im Stadtpark an der Berliner Straße in Elsterwerda.

### Stephan Creuzburg
Seit 1971 wirkte hier der 1941 in Leipzig geborene Apotheker Stephan Creuzburg, der zuvor an der damaligen Karl-Marx-Universität Pharmazie studiert hatte. Im Rahmen der staatlichen Absolventenlenkung in der DDR kam er schließlich nach Elsterwerda und wurde in der Stadt Kreisapotheker der Kreises Bad Liebenwerda. Bereits 1982 bekam Creuzburg den Titel Pharmazierat verliehen. Kurz nach der Wende übernahm er im Zuge einer Privatisierung die „Stadt-Apotheke“.
Creuzburg, der auch 16 Jahre lang als Vizepräsident der Brandenburgischen Apothekerkammer und Stadtverordneter wirkte, ist heute in der Region vor allem als Organisator, Unterstützer und Mäzen verschiedener Kulturprojekte bekannt. 2017 wurde ihm für seine Verdienste darum der Kulturpreis des Landkreises Elbe-Elster verliehen. Bereits im Jahre 2001 war ihm außerdem von der Brandenburgischen Apothekerkammer die Hermann-Hager-Medaille verliehen worden, welche Personen würdigt, „die sich um das Apothekenwesen des Landes Brandenburg in besonderer Weise verdient gemacht haben.“